# Strychnos tchibangensis
Strychnos tchibangensis är en tvåhjärtbladig växtart som beskrevs av François Pellegrin. Strychnos tchibangensis ingår i släktet Strychnos och familjen Loganiaceae. Inga underarter finns listade i Catalogue of Life.